# 岐阜南部横断ハイウェイ
岐阜南部横断ハイウェイ（ぎふなんぶおうだんハイウェイ）とは、岐阜県大垣市から、岐阜市を経て、美濃加茂市に至る地域高規格道路である。

## 構成する道路名
- 岐大バイパス : 岐阜市 - 大垣市 （国道21号）
- 坂祝バイパス : 加茂郡坂祝町 - 各務原市 （国道21号）
- 新愛岐道路 : 各務原市から愛知県丹羽郡扶桑町（愛知県道・岐阜県道17号江南関線）

## 歴史
- 1994年（平成6年）12月16日、大垣市 - 各務原市間の路線として計画路線に指定。
- 1998年（平成10年）6月16日、美濃加茂市まで延伸指定された。